# Kommandantur Königsberg

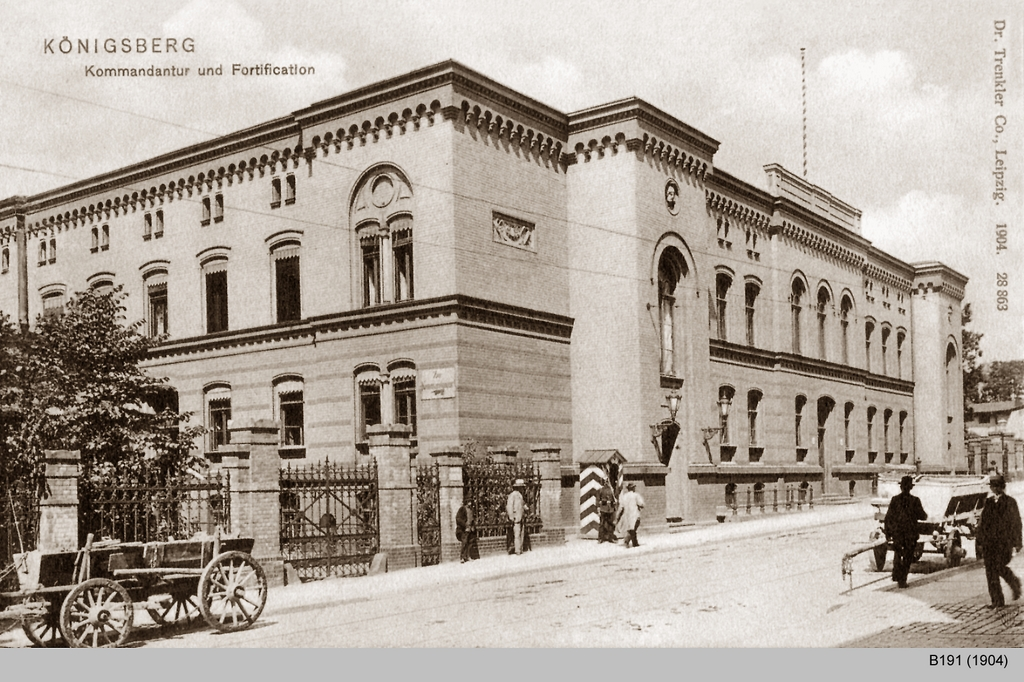
Kommandantur Königsberg (1904)

Die Königsberger General-Kommandantur war das Verwaltungsgebäude des Stadtkommandanten von Königsberg i. Pr.

## Geschichte
Es wurde in den Jahren 1888/89 im Hinterroßgarten, unweit des Königsberger Schlossteichs im Stil der Neorenaissance erbaut. An gleicher Stelle stand zuvor ein von Herzog Friedrich von Holstein-Beck 1693 errichtetes Stadtpalais. Es war zunächst das Gebäude des militärischen Stadtkommandanten und diente später als Wehrkreiskommando. Der letzte Kommandant der Festung Königsberg, Otto Lasch, kommandierte allerdings seine Truppen von einem eigens dafür gebauten Bunker unter dem Paradeplatz (Königsberg), dem sogenannten Lasch-Bunker. Die Kommandantur ist das älteste der erhalten gebliebenen Bürogebäude der Stadt. Darin befindet sich die Innenbehörde Kaliningrads mit Einwohnermeldeamt, Pass- und Visaabteilung, Kriminalpolizei, Gerichtsakten, Ausnüchterungszelle, kriminalistischem Speziallabor. Das Gebäude steht seit 1992 unter Denkmalschutz. Im April 2005 wurde es durch einen Brand schwer beschädigt.